# Famille Champion de Cicé
Ne doit pas être confondu avec Famille Champion.
La famille Champion de Cicé est une famille noble de Cicé à Bruz (Ille-et-Vilaine).

## Nom de famille
- Gui Champion, évêque de Tréguier de 1620 à 1635,
- François Champion de Cicé (1635–1715), baron de Cicé, après avoir compromis sa fortune, dut vendre son château. La légende dit que depuis ce jour il hante le bois en apparaissant sous la forme d’un loup, d’un chien noir, ou de tout autre animal fantastique, afin d’effrayer ceux qui s’aventurent sur son domaine ou essaient de trouver le trésor caché sous les ruines du château.
  - Joseph-Clément Champion de Cicé (1679–1759), comte de Cicé, fils du précédent,
  - Jérôme-Vincent Champion de Cicé (1680–1750), chevalier de Cicé, frère du précédent,
    - Jean-Baptiste-Marie Champion de Cicé (1725–1805), homme d’Église (évêque d’Auxerre), fils du précédent.
    - Louis-Toussaint Champion de Cicé (1732–1792), comte de Cicé, frère du précédent, chef d'escadre, ses cinq fils mourront au combat.
    - Jérôme Champion de Cicé (1735–1810) homme d’Église (évêque puis archevêque) et homme politique, garde des sceaux de Louis XVI, et auteur du projet à la base de la Déclaration des droits de 1789, frère du précédent.
    - Augustin-Marie (1745–1815) capitaine du régiment d’infanterie du roi, sans descendance,
    - Adélaïde-Marie Champion de Cicé (1749–1818), religieuse, fondatrice des filles du cœur de Marie.

Les Champion de Cicé, originaires du Maine, et établit en Normandie, s'installe en Bretagne au XVe siècle. Si, à la fin du XVe siècle, les chefs de famille sont parlementaires, « procureurs des bourgeois » et « maîtres de la Monnaie », ils ne tardent pas à se distinguer dans l'armée, dans la marine et dans l’Église. Leurs quartiers de noblesse sont formellement reconnus par arrêt du 3 septembre 1668, rendu en la chambre de la réformation de la noblesse de Bretagne. La seigneurie de Cicé est érigée en baronnie en 1598[réf. souhaitée]. La famille s’éteint en 1810 avec Jérôme Champion de Cicé[réf. souhaitée]. La branche ainée subsiste à travers la famille de La Bourdonnaye (branche de Montluc ; par le mariage de Julienne-Vincente Champion de Cicé, 1719-1775).

## Généalogie
|  |  |                |                |                |                |                |                |             |             | François                                   | François                                   | François                                   | François                                   | François                                   | François                                   |                     |                     | Marie Couturié de la Garenne | Marie Couturié de la Garenne | Marie Couturié de la Garenne | Marie Couturié de la Garenne | Marie Couturié de la Garenne | Marie Couturié de la Garenne |                 |                 |                                   |                                   |                                   |                                   |                                   |                                   |              |              |              |              |  |  |                |                |                |                |                |                |  |  |                |                |                |                |                |                |
|  |  |                |                |                |                |                |                |             |             | François                                   | François                                   | François                                   | François                                   | François                                   | François                                   |                     |                     | Marie Couturié de la Garenne | Marie Couturié de la Garenne | Marie Couturié de la Garenne | Marie Couturié de la Garenne | Marie Couturié de la Garenne | Marie Couturié de la Garenne |                 |                 |                                   |                                   |                                   |                                   |                                   |                                   |              |              |              |              |  |  |                |                |                |                |                |                |  |  |                |                |                |                |                |                |
|  |  |                |                |                |                |                |                |             |             |                                            |                                            |                                            |                                            |                                            |                                            |                     |                     |                              |                              |                              |                              |                              |                              |                 |                 |                                   |                                   |                                   |                                   |                                   |                                   |              |              |              |              |  |  |                |                |                |                |                |                |  |  |                |                |                |                |                |                |
|  |  |                |                |                |                |                |                |             |             |                                            |                                            |                                            |                                            |                                            |                                            |                     |                     |                              |                              |                              |                              |                              |                              |                 |                 |                                   |                                   |                                   |                                   |                                   |                                   |              |              |              |              |  |  |                |                |                |                |                |                |  |  |                |                |                |                |                |                |
|  |  | Joseph-Clément | Joseph-Clément | Joseph-Clément | Joseph-Clément | Joseph-Clément | Joseph-Clément |             |             | Thérèse-Agathe Bonnescuelle de la Fontaine | Thérèse-Agathe Bonnescuelle de la Fontaine | Thérèse-Agathe Bonnescuelle de la Fontaine | Thérèse-Agathe Bonnescuelle de la Fontaine | Thérèse-Agathe Bonnescuelle de la Fontaine | Thérèse-Agathe Bonnescuelle de la Fontaine |                     |                     | Jérôme-Vincent               | Jérôme-Vincent               | Jérôme-Vincent               | Jérôme-Vincent               | Jérôme-Vincent               | Jérôme-Vincent               |                 |                 | Marie-Rose de Varennes de Condats | Marie-Rose de Varennes de Condats | Marie-Rose de Varennes de Condats | Marie-Rose de Varennes de Condats | Marie-Rose de Varennes de Condats | Marie-Rose de Varennes de Condats |              |              |              |              |  |  |                |                |                |                |                |                |  |  |                |                |                |                |                |                |
|  |  | Joseph-Clément | Joseph-Clément | Joseph-Clément | Joseph-Clément | Joseph-Clément | Joseph-Clément |             |             | Thérèse-Agathe Bonnescuelle de la Fontaine | Thérèse-Agathe Bonnescuelle de la Fontaine | Thérèse-Agathe Bonnescuelle de la Fontaine | Thérèse-Agathe Bonnescuelle de la Fontaine | Thérèse-Agathe Bonnescuelle de la Fontaine | Thérèse-Agathe Bonnescuelle de la Fontaine |                     |                     | Jérôme-Vincent               | Jérôme-Vincent               | Jérôme-Vincent               | Jérôme-Vincent               | Jérôme-Vincent               | Jérôme-Vincent               |                 |                 | Marie-Rose de Varennes de Condats | Marie-Rose de Varennes de Condats | Marie-Rose de Varennes de Condats | Marie-Rose de Varennes de Condats | Marie-Rose de Varennes de Condats | Marie-Rose de Varennes de Condats |              |              |              |              |  |  |                |                |                |                |                |                |  |  |                |                |                |                |                |                |
|  |  |                |                |                |                |                |                |             |             |                                            |                                            |                                            |                                            |                                            |                                            |                     |                     |                              |                              |                              |                              |                              |                              |                 |                 |                                   |                                   |                                   |                                   |                                   |                                   |              |              |              |              |  |  |                |                |                |                |                |                |  |  |                |                |                |                |                |                |
|  |  |                |                |                |                |                |                |             |             |                                            |                                            |                                            |                                            |                                            |                                            |                     |                     |                              |                              |                              |                              |                              |                              |                 |                 |                                   |                                   |                                   |                                   |                                   |                                   |              |              |              |              |  |  |                |                |                |                |                |                |  |  |                |                |                |                |                |                |
|  |  |                |                |                |                | Deux filles    | Deux filles    | Deux filles | Deux filles | Deux filles                                | Deux filles                                |                                            |                                            | Jean-Baptiste-Marie                        | Jean-Baptiste-Marie                        | Jean-Baptiste-Marie | Jean-Baptiste-Marie | Jean-Baptiste-Marie          | Jean-Baptiste-Marie          |                              |                              | Louis-Toussaint              | Louis-Toussaint              | Louis-Toussaint | Louis-Toussaint | Louis-Toussaint                   | Louis-Toussaint                   |                                   |                                   | Jérôme-Marie                      | Jérôme-Marie                      | Jérôme-Marie | Jérôme-Marie | Jérôme-Marie | Jérôme-Marie |  |  | Augustin-Marie | Augustin-Marie | Augustin-Marie | Augustin-Marie | Augustin-Marie | Augustin-Marie |  |  | Adélaïde-Marie | Adélaïde-Marie | Adélaïde-Marie | Adélaïde-Marie | Adélaïde-Marie | Adélaïde-Marie |

Légende
- Champion de Cicé
- Conseiller au parlement de Bretagne

## Lieux

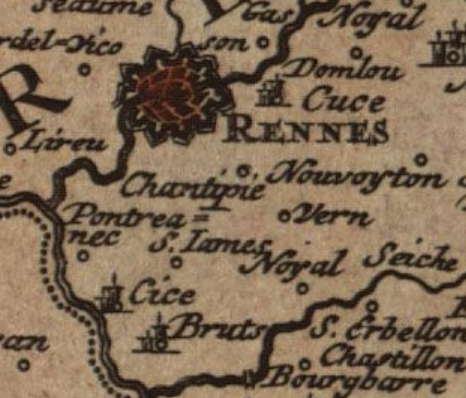
Extrait de la Tabula ducatus britanniae gallis (XVIIe siècle), où l’on peut lire « Cicé ». Le symbole utilisé signifie urbes minores (villes plus petites).

- Cicé est actuellement un hameau se trouvant le long de la Vilaine, sur la commune de Bruz.
- Le château de Cicé se trouvant dans le hameau précédent. Il est en ruine depuis la Révolution[1].
- La rue Champion de Cicé dans le quartier de Cleunay à Rennes. Un arrêt de bus de la ligne 9 porte également leur nom.
- L’hôtel de Cicé se trouve actuellement rue Saint-Louis dans le centre de Rennes[2].
- La rue de Cicé dans le 6e arrondissement de Paris commémore Jérôme Champion de Cicé.

## Pour approfondir